# 平山崇
平山 崇（ひらやま たかし、1974年8月5日 - ）は、北海道生まれの日本語教育学者。

## 経歴
- 1997年 北海学園大学人文学部日本文化学科卒業
- 1999年 北海道医療大学臨床心理学科卒業
- 2003年 札幌国際日本語学院修了、第15回日本語教育能力検定試験合格
- 2013年 中国蘇州大学大学院日本語言語文学修士課程修了

1999年から約4年、心理士として精神病院に勤務。その後、中国各地で10年間日本語教育に携わる。在籍した教育機関は黄山学院、中国科学技術大学軟件学院、蘇州工業園区服務外包職業学院、蘇州大学など。

## 著書
- 『原味日本语 新物语 快乐读解』 中国科学技术大学出版社 2007年 ISBN 9787312021374
- 『原味日本语 中国文化日本文化 快乐读解』 中国科学技术大学出版社 2009年 ISBN 9787312024405
- 『日语写作法』 南京大学出版社 2011年 ISBN 9787305079573
- 『日语修辞法』 南京大学出版社 2011年 ISBN 9787305079566
- 『日语教学法』 南京大学出版社 2011年 ISBN 9787305079580
- 『日本文学史』（共著） 苏州大学出版社 2011年 ISBN 9787811376876
- 『看视频记日语单词过目不忘』 大连理工大学出版社 2011年 ISBN 9787561162002
- 『A型血人的学习日语书』 大连理工大学出版社 2011年 ISBN 9787561163641
- 『B型血人的学习日语书』 大连理工大学出版社 2011年 ISBN 9787561163634
- 『AB型血人的学习日语书』 大连理工大学出版社 2011年 ISBN 9787561163993
- 『O型血人的学习日语书』大连理工大学出版社 2011年 ISBN 9787561163788
- 『十二星座的日语学习书 生活篇』大连理工大学出版社 2012年 ISBN 9787561169285
- 『十二星座的日语学习书 职场篇』大连理工大学出版社 2012年 ISBN 9787561169315
- 『十二星座的日语学习书 爱情篇』大连理工大学出版社 2012年 ISBN 9787561169872
- 『经典日文歌词赏析』 大连理工大学出版社 2012年　ISBN 9787561169841
- 『我的第一本职场日语教科书』（共著）大连理工大学出版社 2012年 ISBN 9787561171097
- 『十二生肖的日语学习书』大连理工大学出版社 2013年 ISBN 9787561179925
- 『持ち歩く日本語　日语名言警句随身听 基础篇』（共著）中国科学技术大学出版社 2013年 ISBN 9787312030055
- 『持ち歩く日本語　日语名言警句随身听 提高篇』（共著）中国科学技术大学出版社 2013年 ISBN 9787312031649
- 『日本語慣用句と中国語表現の認知言語学的比較研究』デザインエッグ社 2014年 ISBN　9784865430158
- 『日本語教材　短編小説快楽読解』デザインエッグ社 2014年 ISBN　9784865430349